# Чорноріцький сільський округ
Чорнорі́цький сільський округ (каз. Чернорецк ауылдық округі, рос. Чернорецкий сельский округ) — адміністративна одиниця у складі Павлодарського району Павлодарської області Казахстану. Адміністративний центрт — село Чорноріцьк.
Населення — 2702 особи (2021; 3125 у 2009, 4186 у 1999, 5432 у 1989).
Станом на 1989 рік існували Авангардська сільська рада (село Авангард) та Чорноріцька сільська рада (села Достик, Караколь, Карашилік, Чорноріцьк). 2013 року до складу округу була включена територія ліквідованого Пріснівського сільського округу (село Прісне).

## Склад
До складу округу входять такі населені пункти:
| Населений пункт  | Старі назви | Населення, осіб (1989) | Населення, осіб (1999) | Населення, осіб (2009) | Населення, осіб (2021) |
| ---------------- | ----------- | ---------------------- | ---------------------- | ---------------------- | ---------------------- |
| Достик, село     | -           | 832                    | 732                    | 510                    | 415                    |
| Караколь, село   | -           | 389                    | 310                    | 296                    | 228                    |
| Карашилік, село  | -           | 115                    | -                      | -                      | -                      |
| Прісне, село     | Авангард    | 1571                   | 1381                   | 820                    | 637                    |
| Чорноріцьк, село | Чорноріцьке | 2525                   | 1763                   | 1499                   | 1422                   |